# 科拉特山脈
5°06′N 35°53′E / 5.1°N 35.88°E

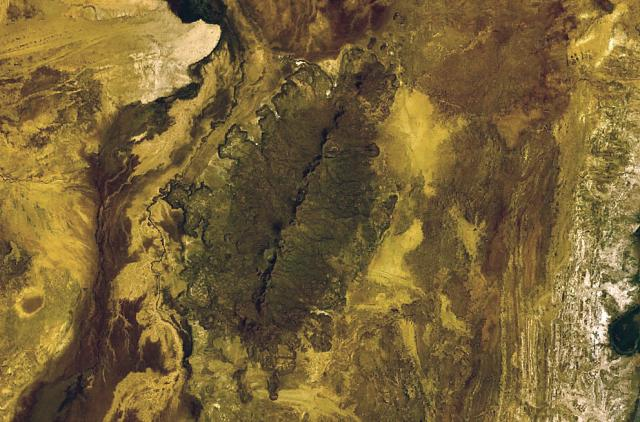

科拉特山脈是埃塞俄比亞的山脈，位於該國南部，處於南方民族、部落和人民州，由20座凝灰岩火山錐組成，最高點海拔高度912米。